# Chakrabartiaphis hydrangeae
Chakrabartiaphis hydrangeae är en insektsart. Chakrabartiaphis hydrangeae ingår i släktet Chakrabartiaphis och familjen långrörsbladlöss. Inga underarter finns listade i Catalogue of Life.